# 대한민국 형사소송법 제256조
대한민국 형사소송법 제256조는 타관송치에 대한 형사소송법의 조문이다.

## 조문
제256조(타관송치)검사는 사건이 그 소속검찰청에 대응한 법원의 관할에 속하지 아니한 때에는 사건을 서류와 증거물과 함께 관할법원에 대응한 검찰청검사에게 송치하여야 한다.

第256條(他管送致)檢事는 事件이 그 所屬檢察廳에 對應한 法院의 管轄에 屬하지 아니한 때에는 事件을 書類와 證據物과 함께 管轄法院에 對應한 檢察廳檢事에게 送致하여야 한다.

## 참고 문헌
- 손동권 신이철, 새로운 형사소송법(초판, 2013), 세창, 2013. ISBN 9788984114081